# Regionalarmee
Eine Regionalarmee (jap. 方面軍, hōmengun) war in der Organisationsstruktur des Kaiserlich Japanischen Heeres ein Großverband (ähnlich der deutschen Armee), der sich aus mehreren Korps bzw. direkt unterstellten Divisionen und selbständigen gemischten Brigaden zusammensetzte und für die Kriegsführung in einer bestimmten Region zuständig war. Zu Beginn des Pazifikkrieges gab es eine Regionalarmee, am Ende des Krieges waren es 17.
Die übergeordnete Einheit der Regionalarmee war die Hauptarmee.
Kommandiert wurde eine Regionalarmee von einem Generalleutnant oder einem General.

## Regionalarmeen (Stand 1945)
Die Ortsangaben in den Klammern geben den Standort des Regionalarmeekommandos an.
- 1. Regionalarmee (China, Stadt Dunhua)
  - 3. Armee
  - 5. Armee
  - 122. Division
  - 134. Division
  - 139. Division

- 2. Regionalarmee (Neuguinea)
  - 2. Armee
    - 3. Division
    - 35. Division
    - 36. Division
    - weitere kleine Einheiten

  - 18. Armee
    - 20. Division
    - 41. Division
    - 51. Division
    - weitere kleine Einheiten

  - 19. Armee
    - 5. Division
    - 46. Division
    - 48. Division
    - weitere kleine Einheiten

  - 4. Luft-Armee
    - 7. Luft-Division

  - 1. Feldstützpunkt-Einheit
  - 2. Feldstützpunkt-Einheit
- 3. Regionalarmee (China, Stadt Fengtian (heute: Shenyang))
  - 30. Armee
  - 44. Armee
  - 108. Division
  - 136. Division
  - 79. selbstständige gemischte Brigade
  - 130. selbständige gemischte Brigade
  - 134. selbständige gemischte Brigade
  - 1. selbständige Panzerbrigade

- 5. Regionalarmee (Japan, Sapporo)
  - 7. Division
  - 42. Division
  - 88. Division
  - 89. Division
  - 91. Division
  - 101. selbständige gemischte Brigade
  - 129. selbständige gemischte Brigade
  - 1. Fliegerdivision

- 6. Regionalarmee (China, Stadt Hankou)
  - 11. Armee
  - 12. Armee
  - 132. Division
  - 17. selbständige gemischte Brigade
  - 83. selbständige gemischte Brigade
  - 84. selbständige gemischte Brigade
  - 85. selbständige gemischte Brigade
  - 5. selbständige Infanteriebrigade
  - 7. selbständige Infanteriebrigade
  - 12. selbständige Infanteriebrigade

- 7. Regionalarmee (Malaya, Singapur)
  - 25. Armee
  - 29. Armee
  - 16. Armee
  - 37. Armee
  - 46. Division
  - 26. selbständige gemischte Brigade

- 8. Regionalarmee (Papua-Neuguinea, Rabaul)
  - 17. Armee
  - 6. Division
  - 17. Division
  - 6. Luft-Division

- 10. Regionalarmee (Taiwan, Taipei)
  - 32. Armee
  - 9. Division
  - 12. Division
  - 50. Division
  - 66. Division
  - 71. Division
  - 75. selbständige gemischte Brigade
  - 76. selbständige gemischte Brigade
  - 100. selbständige gemischte Brigade
  - 102. selbständige gemischte Brigade
  - 103. selbständige gemischte Brigade
  - 112. selbständige gemischte Brigade
  - 61. selbständige gemischte Brigade
  - 8. Fliegerdivision

- 11. Regionalarmee (Japan, Sendai)
  - 50. Armee
  - 72. Division
  - 142. Division
  - 222. Division
  - 322. Division
  - 113. selbständige gemischte Brigade

- 12. Regionalarmee (Japan, Tokio)
  - 36. Armee
  - 51. Armee
  - 52. Armee
  - 53. Armee
  - Tokyobucht-Korps
  - Tokyo-Verteidigungsarmee
  - 1. Garde-Division
  - 321. Division
  - 66. selbständige gemischte Brigade
  - 67. selbständige gemischte Brigade
  - 1. Fliegerabwehrdivision (Flak)

- 13. Regionalarmee (Japan, Nagoya)
  - 54. Armee
  - 73. Division
  - 153. Division
  - 229. Division
  - 8. selbständige Panzerbrigade

- 14. Regionalarmee (Philippinen, Luzon)
  - 35. Armee
  - 41. Armee
  - 10. Division
  - 19. Division
  - 23. Division
  - 103. Division
  - 105. Division
  - 2. Panzer-Division
  - 1. Luftsturmdivision (Dai-1 Teishin Shūdan)
  - 4. Fliegerdivision
  - 58. selbständige gemischte Brigade

- 15. Regionalarmee (Japan, Osaka)
  - 55. Armee
  - 59. Armee
  - 144. Division
  - 225. Division
  - 123. selbständige gemischte Brigade
  - 3. Fliegerabwehrdivision (Flak)

- 16. Regionalarmee (Japan, Stadt Futsuka (heute: Chikushino))
  - 40. Armee
  - 56. Armee
  - 57. Armee
  - 25. Division
  - 57. Division
  - 216. Division
  - 4. Fliegerabwehrdivision (Flak)
  - 64. selbständige gemischte Brigade
  - 107. selbständige gemischte Brigade
  - 118. selbständige gemischte Brigade
  - 122. selbständige gemischte Brigade
  - 126. selbständige gemischte Brigade
  - Festung Tsushima

- 17. Regionalarmee (Korea, Seoul)
  - 58. Armee
  - 120. Division
  - 150. Division
  - 160. Division
  - 320. Division
  - 127. selbständige gemischte Brigade

- 18. Regionalarmee (Thailand, Bangkok)
  - 15. Armee
  - 15. Division
  - 22. Division
  - 29. selbständige gemischte Brigade

- Regionalarmee Burma (Burma)
  - 28. Armee
  - 33. Armee
  - 31. Division
  - 33. Division
  - 56. Division
  - 24. selbständige gemischte Brigade
  - 105. selbständige gemischte Brigade

- Regionalarmee Nordchina (China, Peking)
  - 1. Armee
  - 12. Armee
  - Mongolei-Armee
  - 43. Armee
  - 1. selbständige gemischte Brigade
  - 8. selbständige gemischte Brigade
  - 9. selbständige gemischte Brigade
  - 2. selbständige Infanteriebrigade

- Regionalarmee Südchina
  - 22. Armee
    - 5. Division
    - Garde gemischte Brigade
    - Taiwan gemischte Brigade

  - 18. Division
  - 38. Division
  - 104. Division
  - 106. Division
  - 21. Unabhängiges Luftkorps

- Regionalarmee Zentralchina
  - 10. Armee
  - Shanghai-Expeditionsarmee